# Aksaray

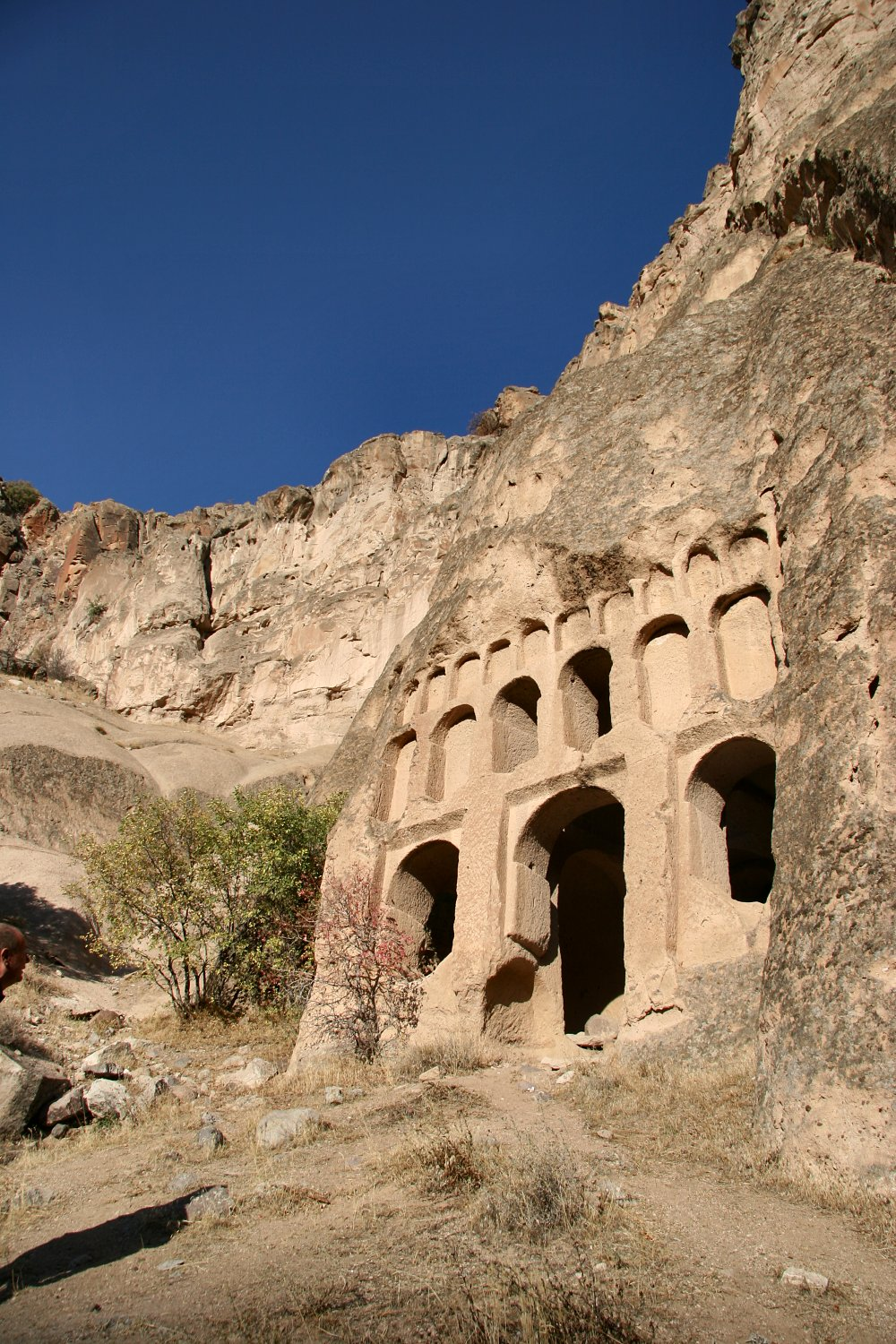
Ihlara-Tal, en Aksaray.

Aksaray es un distrito y una ciudad situada en la región de Anatolia Central, en Turquía, y la capital de la provincia de Aksaray. Cuenta con una población de 151 164 hab. (2007). Se reconoce como una de las ciudades más importantes de la región histórica de Capadocia.
Aksaray era un importante centro comercial en la Ruta de la Seda. Los asentamientos humanos en la población, pueden trazar sus raíces hasta 8000 años a. C. Ha sido testigo del florecimiento de civilizaciones como la hitita, y del establecimiento de otras como la romana, bizantina y otomana. Es posible apreciar huellas de estas civilizaciones en los museos de Aksaray, y en las construcciones religiosas y zonas arqueológicas de la ciudad.